# Carlos Carlé
Cet article possède un paronyme, voir Carlé.
 (octobre 2018).
Carlos Carlé, né à Oncativo (es) en Argentine le 27 juillet 1928 et mort Savone en avril 2015, est un céramiste argentin.

## Biographie
Carlos Carlé a découvert la céramique dans l'usine de briques réfractaires de son père. En 1938, il s'installe avec sa famille à Buenos Aires où il fréquente le studio d'art et de céramique d'Ana Burnichon. Durant ces années, il commence à participer à des expositions et à des événements en Argentine et en Europe, voyageant ainsi entre la France, l'Allemagne, le Danemark, les Pays-Bas, la Belgique et la Tchécoslovaquie.
Il a abordé la céramique de façon professionnelle au début des années 1950. En 1954, il a été l'un des fondateurs de « Artesanos », groupe d'avant-garde de la céramique artistique argentine et, en 1959, il a fondé le Argentino Ceramic Art Center. En 1961, il obtient une médaille d'or à l'exposition de céramique contemporaine de Prague.
Il est arrivé en Italie dans la première moitié des années 1960 et, à partir de 1965, il a travaillé à la fabrication de la majolique artistique C.A.S. (Solimène artistique) de Vietri sul Mare. En 1967, il est lauréat du 3e Concours international de céramique et de sculpture de Rimini. Dans les années suivantes, il se rendit à Albisola, où il rencontra Wilfredo Lam. Au début des années 1970, il s'installe à Albisola et travaille dans les usines Ce.As. (Ceramiche Isola et Pacetti).
Il participe aux plus importantes expositions de céramique italiennes et européennes. Il expose ses œuvres au Concours international d'art céramique contemporain de Faenza et à la Biennale d'art céramique de Vallauris, en France. Par la suite, il ouvrit son propre atelier et obtint en 1972 une médaille d'or au 3e Faenza Award. En 1976, il a reçu le premier prix à la Revue de la céramique de Caltagirone et, en 1981, il a été récompensé par la région calabraise à la 2e Biennale de la céramique d'art de Reggio de Calabre. En 1982, il obtient une plaque en or au 22e Concours international de céramique de Gualdo Tadino.
En 1986, il chargea l'architecte Schizzi de créer un grand disque en majolique polychrome destiné à décorer un immeuble résidentiel à Lavagnola, près de Savone.
En 1991, il remporte le prix Suzzara (it). Au cours des années suivantes, il est invité à plusieurs reprises à exposer au Japon.
Dans ces années il réalise quelques travaux à l'usine Albisserie Fabbrica Casa Museo G. Mazzotti 1903 de Bei Mazzotti. En 1999, une de ses œuvres a été intégrée aux œuvres conservées au jardin du musée Mazzotti. En 1997, il était l'un des professeurs du premier cours professionnel de céramistes en grès, dont il était un maître. La même année, il recevait le prix Oscar della Ceramica du Musée de la céramique contemporaine d'Albisola Superiore.
Il meurt à Savone en avril 2015.